# Lubomír Jančařík
Lubomír Jančařík (* 17. August 1987 in Hodonín, Tschechoslowakei) ist ein tschechischer Tischtennisspieler. Er nahm im Einzel an den Olympischen Sommerspielen 2016 teil. Ab der Saison 2021/22 spielt er für den Bundesligisten TTC OE Bad Homburg.
Bereits in der Saison 2013/14 trat Jančařík mit dem TTC Grenzau in der Bundesliga an. Nach einem Zwischenspiel beim französischen Verein Saint Denis wurde er 2017 vom Bundesligisten Post SV Mühlhausen verpflichtet. Nach vier Jahren bei den Thüringern wechselte er zur Saison 2021/22 zum Liga-Konkurrenten TTC OE Bad Homburg.
Bei den Olympischen Sommerspielen 2016 verlor er im Einzel bereits in der ersten Runde gegen Zohid Kenjayev (Usbekistan) mit 2:4.
Wesentlichen Anteil an seiner Spielstärke hatten die Trainer Tomáš Demek und Jiří Řežáb.